# ماسیس هاکوپیان
ماسیس هاکوپیان  بازیکن فوتبال بازنشسته در پست ارمنی‌تبار اهل ایران است.

## باشگاهی
از باشگاه‌هایی که در توپ زده‌است می‌توان آرارات تهران را اشاره کرد.

### گل‌ها
| هفته | تاریخ       | مکان          | حریف     | گل وی | نتیجه | رویداد              |
| ---- | ----------- | ------------- | -------- | ----- | ----- | ------------------- |
| ۶ام  | ۱۴ تیر ۱۳۷۰ | ورزشگاه آزادی | پرسپولیس | ۱–۰   | ۱–۰   | جام باشگاه‌های تهران |